# Trithecanthera sparsa
Trithecanthera sparsa är en tvåhjärtbladig växtart som beskrevs av B.A. Barlow. Trithecanthera sparsa ingår i släktet Trithecanthera och familjen Loranthaceae. Inga underarter finns listade i Catalogue of Life.